# Дарко Хорват
Дарко Хорват (хорв. Darko Horvat; нар. 28 вересня 1970, Доня Дубрава) — хорватський політик, член ХДС, депутат парламенту, міністр підприємництва і ремесел в уряді Тихомира Орешковича, міністр економіки, малого і середнього підприємництва та ремесел у першому уряді Андрея Пленковича та міністр будівництва, територіального планування і державного майна у другому уряді Андрея Пленковича.

## Життєпис
Народився 28 вересня 1970 в селі Доня Дубрава біля Чаковця. Закінчив факультет електричної та обчислювальної техніки Мариборського університету в 1996 році. Від того року працював в енергетичних підприємствах групи «Hrvatska elektroprivreda», з 2006 року — на посаді директора. У 2008-2012 роках був директором департаментів у відомстві економіки, праці та підприємництва. Пізніше став членом правління приватного енергетичного підприємства.
Був головою ХДС Меджимурської жупанії. На виборах 2015 року обраний до хорватського парламенту.
У січні 2016 року за рекомендацією ХДС обійняв посаду міністра підприємництва і ремесел в уряді Тихомира Орешковича. На дострокових виборах у тому самому році успішно поборовся за переобрання депутатом. У жовтні того ж року звільнився з посади міністра у зв'язку з розпуском керованого ним міністерства. Повернувся в уряд у травні 2018 року, коли в кабінеті Андрея Пленковича йому було довірено посаду міністра економіки, малого і середнього підприємництва та ремесел.